# بيتر كولينز (سائق سباقات)
بيتر كولينز (بالإنجليزية: Peter Collins) مواليد 6 نوفمبر 1931 في وسترشير، إنجلترا، كان سائق فورملا 1 بريطاني سابق كان قد بدأ مسيرته الاحترافية سنة 1952. كان أول سباق له هو جائزة سويسرا الكبرى 1952، حقق أول فوز له في جائزة بلجيكا الكبرى 1956. خاض خلال مسيرته 35 سباقاً فاز في 3 منها. توفي في سنة 1958 إثر حادث تعرض له أثناء سباق جائزة ألمانيا الكبرى 1958.

## سباقات شارك فيها
- لو مان 24 ساعة
- بطولة العالم للسيارات الرياضية

## بطولات حققها
- جائزة بلجيكا الكبرى 1956
- جائزة بريطانيا الكبرى 1958

## روابط خارجية
- بيتر كولينز على موقع Racing-Reference.info (الإنجليزية)
- بيتر كولينز على موقع DriverDB.com (الإنجليزية)
- بيتر كولينز على موقع eWRC-results.com (الإنجليزية)